# General Aircraft Monospar
El General Aircraft Monospar fue una familia británica de aviones utilitarios y de turismo de los años 30 del siglo XX, construida por General Aircraft Limited (GAL).

## Diseño y desarrollo

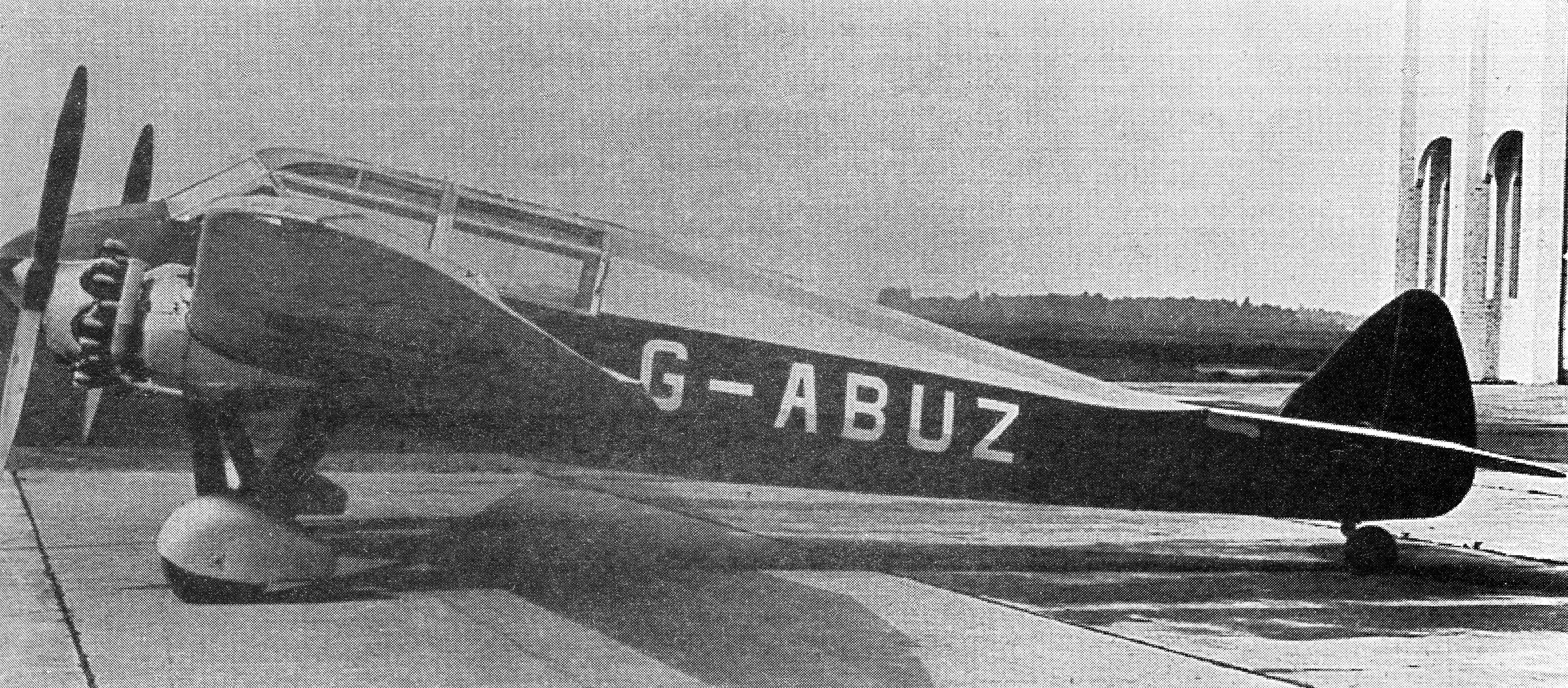
ST-4 Monospar.

En 1929, la Monospar Company Ltd fue formada para investigar nuevas técnicas de diseño de alas cantiléver, basadas en los trabajos del ingeniero suizo Helmuth J. Stieger, que dirigía la compañía. Helmuth John Stieger nació en Zúrich en 1902 y estudió en el Swiss Federal Polytechnic, luego Colegio Imperial de Ciencias en Londres. Mientras trabajaba como diseñador para la William Beardmore and Company, se formó sus propias ideas acerca del diseño de alas y desarrolló y mejoró un método de construcción y tensado de alas por el que se le concedió una Patente británica en diciembre de 1927. El principio detrás de su Patent No. 306,220 era que el ala solo necesitaba un único larguero y las cargas de torsión eran resistidas por un sistema de fuertes soportes de compresión con arriostramiento triangular mediante finos cables. El diseño era revolucionario y muy ligero para su resistencia.
Basado en su diseño, la Monospar Company diseñó un avión bimotor de ala baja designado Monospar ST-3, que fue construido y volado en 1931 por la Gloster Aircraft Company de Brockworth, Gloucestershire. Tras el éxito de las pruebas del Monospar ST-3, se formó una nueva compañía General Aircraft Ltd para producir aviones que usaran los nuevos diseños de ala Monospar.
El primer diseño de producción fue el Monospar ST-4, un bimotor monoplano de ala baja con tren de aterrizaje fijo de rueda de cola y alas plegables para el almacenamiento en tierra. Propulsado por dos motores radiales Pobjoy R, el primer avión (G-ABUZ) realizó su primer vuelo en mayo de 1932, y fue seguido por cinco aviones de producción. Le siguió el Monospar ST-4 Mk.II, una versión mejorada con pequeñas diferencias, con una producción de 30 ejemplares. En 1933 apareció el Monospar ST-6, un avión similar al ST-4 con tren de aterrizaje retráctil manualmente y espacio para un pasajero extra. El Monospar ST-6 fue el segundo avión británico en volar con tren de aterrizaje retráctil (el primero, el Airspeed Courier, había volado unas pocas semanas antes). Se construyó otro Monospar ST-6 y se convirtieron dos ST-4 MK.II. GAL produjo más tarde una versión desarrollada, la Monospar ST-10, igual externamente, pero propulsada por dos motores Pobjoy Niagara, con un sistema de combustible mejorado y refinamientos aerodinámicos.
La fábrica de Croydon cerró en 1934, y se abrió una mayor en el London Air Park, Hanworth, en 1935.

## Historia operacional
El prototipo Monospar ST-10 (G-ACTS) ganó la King's Cup Air Race de 1934 con una velocidad media de 215,91 km/h. Solo se construyó otro ST-10, junto con dos similares ST-11 con motores de Havilland Gipsy Major para exportar a Australia. Un lote de producción de diez Monospar ST-12 se basaron en el ST-11 con tren de aterrizaje fijo.

## Variantes
Monospar ST-3
Monoplano cantiléver experimental, propulsado por dos motores British Salmson AD.9 de 34 kW (45 hp); uno construido.
Monospar ST-4
Monoplano cantiléver de turismo, siete construidos.
Monospar ST-4 Mk.II
Versión mejorada del ST-4, 22 construidos, dos más tarde convertidos al estándar ST-6.
Monospar ST-6
Como el ST-4, con tren de aterrizaje retráctil manualmente, dos construidos y dos conversiones desde ST-4 Mk.II.
Monospar ST-10
Versión mejorada con dos motores Pobjoy Niagara, dos construidos.
Monospar ST-11
Versión motorizada con de Havilland Gipsy Major, dos construidos.
Monospar ST-12
Versión de tren de aterrizaje fijo con dos motores de Havilland Gipsy Major, diez construidos.
Monospar ST-18
Transporte de diez asientos con dos motores Pratt & Whitney Wasp Junior, uno construido.
Monospar ST-25
Desarrollo del ST-10.

## Operadores

### Militares
España
- Fuerzas Aéreas de la República Española: 1936 procedentes de LAPE.

 España
- Ejército del Aire

 Portugal
- Marina portuguesa

 Sudáfrica
- Fuerza Aérea Sudafricana

 Turquía
- Fuerza Aérea Turca

### Civiles
Brasil
- VASP (1933-1938)

 Reino Unido
- Inner Circle Air Lines (1935)

## Supervivientes
- Un Monospar ST-12 (matrícula VH-UTH) pertenece al Newark Air Museum, Reino Unido.

## Especificaciones (Monospar ST-12)
Referencia datos: The Illustrated Encyclopedia of Aircraft 

### Características generales
- Tripulación: Uno (piloto)
- Capacidad: Tres pasajeros
- Longitud: 8 m (26,3 ft)
- Envergadura: 12,2 m (40,2 ft)
- Altura: 2,3 m (7,5 ft)
- Superficie alar: 20,2 m² (217 ft²)
- Peso vacío: 835 kg (1840,3 lb)
- Peso cargado: 1304 kg (2874 lb)
- Planta motriz: 2× motor lineal invertido de cuatro cilindros refrigerado por aire de Havilland Gipsy Major.
  - Potencia: 97 kW (134 HP; 132 CV) cada uno.

### Rendimiento
- Velocidad máxima operativa (Vno): 254 km/h (158 MPH; 137 kt)
- Alcance: 660 km (356 nmi; 410 mi)
- Techo de vuelo: 6400 m (20 997 ft)

## Aeronaves relacionadas

### Desarrollos relacionados
- General Aircraft ST-18 Croydon

### Secuencias de designación
- Secuencia ST-_/GAL._ (interna de General Aircraft): ST-3 - ST-4 - ST-6 - ST-10 - ST-11 - ST-12 - ST-18 - ST-25 - GAL.26 →
- Secuencia Numérica (Aeronaves del Ejército del Aire español, 1939-1945): ← 30 (XVI) - 30 (XVII) - 30 (XVIII) - 31 (I) - 31 (II) - 32 - 33 →
- Secuencia L._ (Aeronaves Utilitarias del Ejército del Aire español, 1945-1954): ← L.6 (I) - L.6 (II) - L.7 - L.8 - L.9 - L.10 - L.11 →